# Championnat de France féminin de football de deuxième division 2021-2022
Navigation
D2 2020-2021 D2 2022-2023
La Division 2 2021-2022  est la 34e édition du championnat de France féminin de football de deuxième division. Il oppose vingt-trois clubs français répartis en deux groupes de douze clubs et onze clubs, en une série de vingt ou vingt-deux rencontres jouées durant la saison de football.
La première place de chaque groupe permet de monter en Division 1 lors de la saison suivante, les deux dernières places de chaque groupe sont synonymes de relégation en Division d'honneur et la dixième place de chaque groupe synonyme de participation à la Phase d'Accession Nationale à la fin de la saison.
L'exercice précédent de D2 fut arrêté dès la sixième journée à cause de la pandémie de Covid-19, mais la D1 a pu continuer et le Havre AC fût relégué en D2 après avoir fini à la dernière place de première division.

## Participants
Ces tableaux présentent les vingt-quatre équipes qualifiées pour disputer le championnat 2021-2022. On y trouve le nom des clubs, la date de création du club, l'année de la dernière accession à cette division, le nom des stades ainsi que la capacité de ces derniers.

Le championnat comprend deux groupes de douze équipes. 
Légende des couleurs
- Relégué de Division 1.
- Promu de Régional 1.

| Nom du club            | Date de création | Dernière accession | Entraîneur         | Stade principal                                                  | Capacité    |
| ---------------------- | ---------------- | ------------------ | ------------------ | ---------------------------------------------------------------- | ----------- |
| Stade brestois 29      | 2012             | 2016               | Yacine Guesmia     | Stade de Pen-Helen (terrain annexe), Brest                       | 1 000       |
| ESOFV La Roche-sur-Yon | 1978             | 2016               | Rachid Aït-Bouqdir | Stade de Saint-André-d'Ornay, La Roche-sur-Yon                   | 1 800       |
| Havre AC               | 2014             | 2021               | Frédéric Gonçalves | Stade Océane, Le Havre                                           | 25 178      |
| RC Lens                | 2001             | 2015               | Sarah M'Barek      | Stade Degouve-Brabant, Arras                                     | 2 800       |
| LOSC Lille             | 2015             | 2019               | Rachel Saïdi       | Complexe sportif de Luchin, Camphin-en-Pévèle                    | 2 000       |
| FC Metz                | 1999             | 2020               | Jessica Silva      | Stade Dezavelle, Longeville-lès-Metz                             | 1 500       |
| FC Nantes              | 2014             | 2019               | Mathieu Ricoul     | Stade Marcel-Saupin, Nantes                                      | 1 880       |
| US Orléans             | 1970             | 2018               | Farid Kebsi        | Stade de la Source (terrain annexe) Stade Marcel-Garcin, Orléans | 1 000 1 740 |
| US Saint-Malo          | 1901             | 2014               | Fabrice Garin      | Stade de Marville, Saint-Malo                                    | 2 500       |
| VGA Saint-Maur         | 1968             | 2016               | Augustin Akpali    | Stade Adolphe-Chéron, Saint-Maur-des-Fossés                      | 3 500       |
| RC Strasbourg          | 2016             | 2020               | Vincent Nogueira   | Stade Jean-Nicolas-Muller                                        | 1 000       |
| FC Vendenheim          | 1974             | 2013               | Nicolas Both       | Stade Waldeck, Vendenheim                                        | 3 000       |

Localisation des clubs engagés dans le groupe A du championnat
| \| Stade brestois ESOFV La Roche Havre AC LOSC Lille RC Lens FC Metz FC Nantes US Orléans US Saint-Malo VGA Saint-Maur RC Strasbourg FC Vendenheim \| |
| Stade brestois ESOFV La Roche Havre AC LOSC Lille RC Lens FC Metz FC Nantes US Orléans US Saint-Malo VGA Saint-Maur RC Strasbourg FC Vendenheim       |

| Nom du club            | Date de création | Dernière accession | Entraîneur         | Stade principal                                         | Capacité |
| ---------------------- | ---------------- | ------------------ | ------------------ | ------------------------------------------------------- | -------- |
| ASPTT Albi             | 1974             | 2018               | Guillaume Balagué  | Stade Maurice-Rigaud, Albi                              | 3 000    |
| Grenoble Foot 38       | -                | 2010               | Nicolas Delépine   | Stade Joseph-Guétat, Seyssinet-Pariset                  | -        |
| FCE Mérignac-Arlac     | 1976             | 2020               | Anthony Vigneron   | Stade Joseph-Antoine-Cruchon (terrain annexe), Mérignac | -        |
| Le Puy Foot            | -                | 2020               | Pierre-Yves Thomas | Stade Père-Fayard, Vals-près-le-Puy                     | -        |
| Olympique de Marseille | 2011             | 2020               | Christophe Parra   | Stade Paul-Le Cesne, Marseille                          | 550      |
| Montauban FCTG         | 2010             | 2017               | Soraya Belkadi     | Stade Jean-Verbeke, Montauban                           | 400      |
| OGC Nice               | 2005             | 2019               | Matthieu Esposito  | Stade de la Plaine du Var, Nice                         | -        |
| FF Nîmes MG            | 1995             | 2020               | Ludovic Gros       | Stade des Costières (terrain annexe), Nîmes             | -        |
| Rodez AF               | 1993             | 2019               | Mathieu Rufié      | Stade de Vabre, Onet-le-Château                         | 400      |
| Thonon Évian GGFC      | 1978             | 2017               | Thierry Uvenard    | Stade Camille-Fournier, Évian-les-Bains                 | 1 500    |
| FF Yzeure              | 1999             | 2014               | Théodore Genoux    | Stade de Bellevue, Yzeure                               | 2 164    |

Localisation des clubs engagés dans le groupe B du championnat
| \| ASPTT Albi Grenoble Foot Le Puy Foot Olympique de Marseille FCE Mérignac-Arlac Montauban FC OGC Nice FF Nîmes MG Rodez AF Thonon Évian GGFC FF Yzeure \| |
| ASPTT Albi Grenoble Foot Le Puy Foot Olympique de Marseille FCE Mérignac-Arlac Montauban FC OGC Nice FF Nîmes MG Rodez AF Thonon Évian GGFC FF Yzeure       |

## Compétition

### Classement
Le classement est calculé avec le barème de points suivant : une victoire vaut trois points, le match nul un et la défaite aucun.
Critères utilisés pour départager en cas d'égalité au classement :
1. classement aux points des matchs joués entre les clubs ex æquo ;
2. différence entre les buts marqués et les buts concédés par chacun d’eux au cours des matchs qui les ont opposés ;
3. différence entre les buts marqués et les buts concédés sur la totalité des matchs joués dans le championnat ;
4. plus grand nombre de buts marqués sur la totalité des matchs joués dans le championnat ;
5. en cas de nouvelle égalité, une rencontre supplémentaire aura lieu sur terrain neutre avec, éventuellement, l’épreuve des tirs au but.

Le titre de champion de France de Division 2 est attribué à la meilleure des équipes premières de groupe, ces équipes étant départagées par le nombre de points obtenus lors des rencontres aller et retour les ayant opposées aux cinq autres équipes les mieux classées de leur groupe.
| Rang | Équipe                 | Pts | J  | G  | N | P  | Bp | Bc | Diff |
| ---- | ---------------------- | --- | -- | -- | - | -- | -- | -- | ---- |
| 1    | Havre AC R             | 51  | 22 | 15 | 6 | 1  | 48 | 20 | +28  |
| 2    | FC Nantes              | 50  | 22 | 15 | 5 | 2  | 51 | 12 | +39  |
| 3    | LOSC Lille             | 42  | 22 | 13 | 3 | 6  | 52 | 23 | +29  |
| 4    | FC Metz                | 38  | 22 | 12 | 2 | 8  | 40 | 27 | +13  |
| 5    | RC Strasbourg          | 37  | 22 | 11 | 4 | 7  | 29 | 18 | +11  |
| 6    | RC Lens                | 35  | 22 | 10 | 5 | 7  | 40 | 39 | +1   |
| 7    | US Saint-Malo          | 26  | 22 | 7  | 5 | 10 | 23 | 29 | -6   |
| 8    | ESOFV La Roche-sur-Yon | 25  | 22 | 7  | 4 | 11 | 27 | 33 | -6   |
| 9    | US Orléans             | 25  | 22 | 7  | 4 | 11 | 28 | 35 | -7   |
| 10   | Stade brestois 29      | 22  | 22 | 6  | 4 | 12 | 25 | 45 | -20  |
| 11   | VGA Saint-Maur         | 13  | 22 | 3  | 4 | 15 | 19 | 45 | -26  |
| 12   | FC Vendenheim          | 7   | 22 | 1  | 4 | 17 | 12 | 68 | -56  |

|  | Promu en Division 1.                           |
|  | Qualifié pour la PAN.                          |
|  | Relégué en Régional 1.                         |
|  | R Relégué de Division 1 P Promu de Régional 1. |

| Rang | Équipe                 | Pts | J  | G  | N | P  | Bp | Bc | Diff |
| ---- | ---------------------- | --- | -- | -- | - | -- | -- | -- | ---- |
| 1    | Rodez AF               | 51  | 20 | 16 | 3 | 1  | 47 | 16 | +31  |
| 2    | OGC Nice               | 40  | 20 | 13 | 1 | 6  | 56 | 30 | +26  |
| 3    | Montauban FCTG         | 36  | 20 | 11 | 3 | 6  | 51 | 37 | +14  |
| 4    | FF Yzeure              | 35  | 20 | 11 | 2 | 7  | 32 | 22 | +10  |
| 5    | Thonon Évian GGFC      | 32  | 20 | 9  | 5 | 6  | 31 | 24 | +7   |
| 6    | Grenoble Foot 38       | 28  | 20 | 8  | 4 | 8  | 24 | 26 | -2   |
| 7    | Olympique de Marseille | 27  | 20 | 8  | 3 | 9  | 38 | 29 | +9   |
| 8    | ASPTT Albi             | 22  | 20 | 7  | 1 | 12 | 28 | 38 | -10  |
| 9    | Le Puy Foot            | 22  | 20 | 7  | 1 | 12 | 26 | 39 | -13  |
| 10   | FF Nîmes MG            | 16  | 20 | 4  | 4 | 12 | 23 | 37 | -14  |
| 11   | FCE Mérignac-Arlac     | 7   | 20 | 2  | 1 | 17 | 8  | 66 | -58  |

|  | Promu en Division 1.                           |
|  | Qualifié pour la PAN.                          |
|  | Relégué en Régional 1.                         |
|  | R Relégué de Division 1 P Promu de Régional 1. |

### Résultats
| Résultats (▼dom., ►ext.)                                   | BRE | ROC | HAC | RCL | LOSC | MET | NAN | ORL | MAL | STM | STR | VEN |
| Stade brestois                                             |     | 1-0 | 1-4 | 0-0 | 1-3  | 0-2 | 0-4 | 2-1 | 1-0 | 3-0 | 0-1 | 3-2 |
| ESOFV La Roche-sur-Yon                                     | 2-2 |     | 0-2 | 0-0 | 2-1  | 3-2 | 0-2 | 2-0 | 1-1 | 3-1 | 0-1 | 2-0 |
| Le Havre AC                                                | 2-0 | 2-1 |     | 4-1 | 2-2  | 1-0 | 2-1 | 0-0 | 2-0 | 5-1 | 1-1 | 4-0 |
| RC Lens                                                    | 4-3 | 2-0 | 3-1 |     | 0-0  | 2-2 | 1-4 | 1-4 | 2-1 | 1-2 | 0-1 | 5-0 |
| LOSC Lille                                                 | 5-1 | 3-2 | 3-4 | 2-3 |      | 0-2 | 1-1 | 3-0 | 2-0 | 3-0 | 2-1 | 2-0 |
| FC Metz                                                    | 1-1 | 3-0 | 0-1 | 2-3 | 2-1  |     | 1-2 | 2-1 | 2-3 | 3-1 | 1-0 | 8-0 |
| FC Nantes                                                  | 3-0 | 2-1 | 0-0 | 3-0 | 1-0  | 1-2 |     | 3-0 | 1-0 | 4-0 | 0-0 | 8-0 |
| US Orléans                                                 | 5-2 | 2-0 | 1-1 | 1-4 | 0-3  | 1-2 | 1-2 |     | 3-0 | 2-4 | 1-1 | 1-2 |
| US Saint-Malo                                              | 1-0 | 2-2 | 1-1 | 2-3 | 0-2  | 2-0 | 2-2 | 0-1 |     | 1-0 | 1-2 | 2-1 |
| VGA Saint-Maur                                             | 1-1 | 2-1 | 1-8 | 1-3 | 0-3  | 1-2 | 0-1 | 1-1 | 0-2 |     | 0-1 | 1-1 |
| RC Strasbourg                                              | 3-0 | 1-2 | 2-4 | 4-0 | 0-2  | 3-0 | 1-1 | 0-1 | 1-2 | 1-0 |     | 2-0 |
| FC Vendenheim                                              | 1-3 | 1-3 | 1-2 | 2-2 | 0-10 | 0-1 | 0-5 | 0-1 | 0-0 | 1-1 | 0-2 |     |
| - Victoire à domicile - Match nul - Victoire à l'extérieur |     |     |     |     |      |     |     |     |     |     |     |     |

| Résultats (▼dom., ►ext.)                                   | ALB | GRE | PUY | OM  | MER | MON | NIC | NIM | ROD | THO | YZE |
| ASPTT Albi                                                 |     | 0-2 | 0-1 | 0-3 | 7-0 | 2-2 | 2-1 | 5-2 | 1-4 | 0-1 | 3-1 |
| Grenoble Foot 38                                           | 1-0 |     | 3-1 | 0-1 | 4-0 | 3-3 | 0-2 | 2-0 | 0-2 | 1-0 | 0-1 |
| Le Puy Foot                                                | 0-1 | 2-2 |     | 0-3 | 3-0 | 3-4 | 3-0 | 2-0 | 3-4 | 0-2 | 3-0 |
| Olympique de Marseille                                     | 2-0 | 2-2 | 2-3 |     | 7-0 | 1-3 | 2-3 | 4-1 | 1-2 | 1-1 | 0-1 |
| FCE Mérignac-Arlac                                         | 0-1 | 0-1 | 1-0 | 0-0 |     | 0-3 | 2-3 | 0-2 | 0-4 | 0-4 | 3-1 |
| Montauban FCTG                                             | 2-0 | 2-0 | 5-0 | 2-3 | 3-1 |     | 2-3 | 3-2 | 1-2 | 3-2 | 2-4 |
| OGC Nice                                                   | 7-1 | 4-1 | 5-1 | 4-1 | 7-0 | 2-4 |     | 3-0 | 0-1 | 5-1 | 1-1 |
| FF Nîmes MG                                                | 2-4 | 2-0 | 0-1 | 1-0 | 3-0 | 2-2 | 2-3 |     | 1-1 | 1-3 | 1-1 |
| Rodez AF                                                   | 4-1 | 3-0 | 2-0 | 3-2 | 5-1 | 3-0 | 2-0 | 1-0 |     | 1-1 | 0-2 |
| Thonon Évian GGFC                                          | 2-0 | 1-1 | 3-0 | 1-2 | 2-0 | 1-3 | 3-1 | 0-0 | 2-2 |     | 0-3 |
| FF Yzeure                                                  | 1-0 | 0-1 | 2-0 | 2-1 | 6-0 | 3-2 | 1-2 | 2-1 | 0-1 | 0-1 |     |
| - Victoire à domicile - Match nul - Victoire à l'extérieur |     |     |     |     |     |     |     |     |     |     |     |

### Classement déterminant le champion
Le titre de champion de France de Division 2 est attribué à la meilleure des équipes premières de groupe : ces équipes sont départagées par le nombre de points obtenus lors des rencontres aller et retour les ayant opposés aux cinq autres équipes les mieux classées de leur groupe.
| Rang | Équipe        | Pts | J  | G | N | P | Bp | Bc | Diff |  | Résultats (▼ dom., ► ext.) | HAC | NAN | LOSC | METZ | STR | RCL |
| ---- | ------------- | --- | -- | - | - | - | -- | -- | ---- |  | -------------------------- | --- | --- | ---- | ---- | --- | --- |
| 1    | Havre AC R    | 21  | 10 | 6 | 3 | 1 | 20 | 13 | +7   |  | Havre AC R                 |     | 2-1 | 2-2  | 1-0  | 1-1 | 4-1 |
| 2    | FC Nantes     |     |    |   |   |   |    |    |      |  | FC Nantes                  | 0-0 |     |      |      |     |     |
| 3    | LOSC Lille    |     |    |   |   |   |    |    |      |  | LOSC Lille                 | 3-4 |     |      |      |     |     |
| 4    | FC Metz       |     |    |   |   |   |    |    |      |  | FC Metz                    | 0-1 |     |      |      |     |     |
| 5    | RC Strasbourg |     |    |   |   |   |    |    |      |  | RC Strasbourg              | 2-4 |     |      |      |     |     |
| 6    | RC Lens       |     |    |   |   |   |    |    |      |  | RC Lens                    | 3-1 |     |      |      |     |     |

| Rang | Équipe            | Pts | J  | G | N | P | Bp | Bc | Diff |  | Résultats (▼ dom., ► ext.) | ROD | NICE | MON | YZE | THO | GRE |
| ---- | ----------------- | --- | -- | - | - | - | -- | -- | ---- |  | -------------------------- | --- | ---- | --- | --- | --- | --- |
| 1    | Rodez AF          | 23  | 10 | 7 | 2 | 1 | 17 | 6  | +11  |  | Rodez AF                   |     | 2-0  | 3-0 | 0-2 | 1-1 | 3-0 |
| 2    | OGC Nice          |     |    |   |   |   |    |    |      |  | OGC Nice                   | 0-1 |      |     |     |     |     |
| 3    | Montauban FCTG    |     |    |   |   |   |    |    |      |  | Montauban FCTG             | 1-2 |      |     |     |     |     |
| 4    | FF Yzeure         |     |    |   |   |   |    |    |      |  | FF Yzeure                  | 0-1 |      |     |     |     |     |
| 5    | Thonon Évian GGFC |     |    |   |   |   |    |    |      |  | Thonon Évian GGFC          | 2-2 |      |     |     |     |     |
| 6    | Grenoble Foot 38  |     |    |   |   |   |    |    |      |  | Grenoble Foot 38           | 0-2 |      |     |     |     |     |

Le Rodez AF est donc sacré champion de France de D2.

## Bilan de la saison
| Championnat de France féminin de football de deuxième division 2021-2022 |                     |
| Champion                                                                 | Rodez AF            |
| Promotions et relégations                                                |                     |
| Promus en Division 1                                                     | Havre AC            |
| Promus en Division 1                                                     | Rodez AF            |
| Relégués en Division 2                                                   | ASJ Soyaux-Charente |
| Relégués en Division 2                                                   | AS Saint-Étienne    |
| Promus en Division 2                                                     | Toulouse FC         |
| Promus en Division 2                                                     | Le Mans FC          |
| Promus en Division 2                                                     | Clermont Foot 63    |
| Promus en Division 2                                                     | CA Paris 14e        |
| Relégués en Ligues régionales de football                                | VGA Saint-Maur      |
| Relégués en Ligues régionales de football                                | FC Vendenheim       |
| Relégués en Ligues régionales de football                                | FCE Mérignac-Arlac  |

## Statistiques

### Évolution du classement
Leaders du championnat
Évolution des classements
- Promu en Division 1.
- Qualifié pour la PAN.
- Relégué en Régional 1.

| Club       | 1  | 2  | 3  | 4  | 5  | 6  | 7  | 8  | 9  | 10 | 11 | 12 | 13 | 14 | 15 | 16 | 17 | 18 | 19 | 20 | 21 | 22 |
| ---------- | -- | -- | -- | -- | -- | -- | -- | -- | -- | -- | -- | -- | -- | -- | -- | -- | -- | -- | -- | -- | -- | -- |
| Brest      | 4  | 1  | 4  | 7  | 5  | 5  | 6  | 7  | 7  | 7  | 9  | 10 | 10 | 9  | 7  | 7  | 7  | 8  | 7  | 8  | 8  | 10 |
| La Roche/Y | 10 | 12 | 12 | 12 | 12 | 11 | 11 | 11 | 11 | 11 | 10 | 8  | 9  | 7  | 7  | 8  | 9  | 10 | 10 | 10 | 9  | 8  |
| Le Havre   | 5  | 2  | 1  | 2  | 1  | 2  | 2  | 2  | 2  | 4  | 4  | 2  | 2  | 3  | 3  | 2  | 2  | 2  | 2  | 1  | 1  | 1  |
| Lens       | 11 | 10 | 9  | 9  | 8  | 8  | 5  | 5  | 6  | 6  | 6  | 5  | 5  | 5  | 4  | 4  | 4  | 5  | 6  | 6  | 6  | 6  |
| Lille      | 1  | 5  | 3  | 1  | 2  | 4  | 3  | 3  | 3  | 1  | 3  | 4  | 4  | 2  | 2  | 3  | 3  | 3  | 3  | 3  | 3  | 3  |
| Metz       | 2  | 6  | 5  | 4  | 4  | 3  | 4  | 4  | 4  | 2  | 1  | 3  | 3  | 4  | 5  | 5  | 5  | 6  | 5  | 4  | 4  | 4  |
| Nantes     | 3  | 3  | 2  | 3  | 3  | 1  | 1  | 1  | 1  | 3  | 2  | 1  | 1  | 1  | 1  | 1  | 1  | 1  | 1  | 2  | 2  | 2  |
| Orléans    | 7  | 7  | 6  | 6  | 7  | 9  | 9  | 10 | 8  | 9  | 9  | 10 | 8  | 8  | 8  | 10 | 10 | 7  | 9  | 9  | 10 | 9  |
| Saint-Malo | 8  | 11 | 11 | 11 | 11 | 10 | 10 | 8  | 9  | 8  | 7  | 7  | 9  | 10 | 9  | 9  | 8  | 9  | 8  | 7  | 7  | 7  |
| Saint-Maur | 12 | 9  | 10 | 8  | 9  | 6  | 8  | 9  | 10 | 10 | 11 | 11 | 11 | 11 | 11 | 11 | 11 | 11 | 11 | 11 | 11 | 11 |
| Strasbourg | 6  | 4  | 7  | 5  | 6  | 7  | 7  | 6  | 5  | 5  | 5  | 6  | 6  | 6  | 6  | 6  | 6  | 4  | 4  | 8  | 5  | 5  |
| Vendenheim | 9  | 8  | 8  | 10 | 10 | 12 | 12 | 12 | 12 | 12 | 12 | 12 | 12 | 12 | 12 | 12 | 12 | 12 | 12 | 12 | 12 | 12 |

| Club       | 1  | 2  | 3  | 4  | 5  | 6  | 7  | 8  | 9  | 10 | 11 | 12 | 13 | 14 | 15 | 16 | 17 | 18 | 19 | 20 | 21 | 22 |
| ---------- | -- | -- | -- | -- | -- | -- | -- | -- | -- | -- | -- | -- | -- | -- | -- | -- | -- | -- | -- | -- | -- | -- |
| Albi       | 10 | 11 | 9  | 9  | 7  | 8  | 8  | 8  | 8  | 6  | 5  | 6  | 7  | 7  | 7  | 7  | 7  | 7  | 7  | 8  | 8  | 8  |
| Grenoble   | 3  | 2  | 3  | 3  | 4  | 5  | 4  | 4  | 5  | 5  | 6  | 7  | 6  | 6  | 6  | '6 | 6  | 6  | 6  | 6  | 6  | 6  |
| Le Puy     | 11 | 10 | 11 | 11 | 11 | 11 | 10 | 10 | 9  | 10 | 10 | 10 | 9  | 8  | 8  | 8  | 7  | 8  | 8  | 7  | 9  | 9  |
| Marseille  | 7  | 6  | 7  | 7  | 5  | 4  | 7  | 7  | 7  | 8  | 9  | 9  | 10 | 10 | 10 | 10 | 10 | 10 | 9  | 9  | 7  | 7  |
| Mérignac-A | 6  | 7  | 10 | 10 | 10 | 10 | 11 | 11 | 11 | 11 | 11 | 11 | 11 | 11 | 11 | 11 | 11 | 11 | 11 | 11 | 11 | 11 |
| Montauban  | 2  | 3  | 5  | 4  | 1  | 1  | 2  | 2  | 2  | 4  | 3  | 2  | 2  | 2  | 3  | 3  | 4  | 5  | 3  | 4  | 4  | 3  |
| Nice       | 4  | 4  | 1  | 1  | 2  | 2  | 3  | 3  | 3  | 2  | 4  | 4  | 4  | 3  | 2  | 2  | 2  | 2  | 2  | 3  | 2  | 2  |
| Nîmes      | 8  | 8  | 4  | 6  | 9  | 9  | 9  | 9  | 10 | 9  | 8  | 8  | 8  | 9  | 9  | 9  | 9  | 9  | 10 | 10 | 10 | 10 |
| Rodez      | 1  | 1  | 2  | 2  | 3  | 3  | 1  | 1  | 1  | 1  | 1  | 1  | 1  | 1  | 1  | 1  | 1  | 1  | 1  | 1  | 1  | 1  |
| Thonon Év. | 9  | 5  | 8  | 8  | 8  | 6  | 5  | 6  | 6  | 7  | 7  | 5  | 5  | 5  | 5  | 5  | 5  | 4  | 5  | 5  | 5  | 5  |
| Yzeure     | 5  | 9  | 6  | 5  | 6  | 7  | 6  | 5  | 4  | 3  | 2  | 3  | 3  | 4  | 4  | 4  | 3  | 3  | 4  | 2  | 3  | 4  |

### Buts marqués par journée
Ce graphique représente le nombre de buts marqués lors de chaque journée pour le groupe A. 
Ce graphique représente le nombre de buts marqués lors de chaque journée pour le groupe B. 

### Classements des buteuses
Source,.
|    | Joueuse            | Club           | Buts |
| -- | ------------------ | -------------- | ---- |
| 1  | Nadjma Ali Nadjim  | Le Havre AC    | 15   |
| 1  | Mama Diop          | RC Lens        | 15   |
| 3  | Lorena Azzaro      | Lille OSC      | 14   |
| 4  | Kelsey Araujo      | Le Havre AC    | 11   |
| 5  | Maïté Boucly       | Lille OSC      | 10   |
| 5  | Pauline Cousin     | RC Lens        | 10   |
| 5  | Anaïs Ribeyra      | FC Nantes      | 10   |
| 5  | Madeline Roth      | RC Strasbourg  | 10   |
| 9  | Solenne Ninot      | US Orléans     | 8    |
| 10 | Lauriane Borde     | ESOFV La Roche | 7    |
| 10 | Marjorie Boilesen  | FC Metz        | 7    |
| 10 | Nora Coton-Pélagie | Le Havre AC    | 7    |
| 10 | Noémie Mouchon     | Lille OSC      | 7    |

|   | Joueuse               | Club             | Buts |
| - | --------------------- | ---------------- | ---- |
| 1 | Sarah Palacin         | OGC Nice         | 18   |
| 2 | Ashley Clark          | Ol. de Marseille | 17   |
| 3 | Charlotte Fromantin   | Montauban FCTG   | 15   |
| 4 | Seynabou Mbengue      | FF Yzeure        | 14   |
| 5 | Mikerline Saint-Félix | Montauban FCTG   | 12   |
| 5 | Salma Zemzem          | ASPTT Albi       | 12   |
| 7 | Zoé Stiévenart        | Rodez AF         | 11   |
| 8 | Sarah Magnier         | OGC Nice         | 10   |
| 9 | Fatoumata Baldé       | OGC Nice         | 9    |
| 9 | Alexandria Lamontagne | Rodez AF         | 9    |